# Néo Sirákio
Néo Sirákio (grec moderne : Νέο Σιράκιο) est une localité située dans le dème de Péonie, dans le district régional de Kilkís, dans la periphérie de Macédoine-Centrale, en Grèce.
Selon le recensement de 2011, elle compte 10 habitants.